# Piotr Ponikowski
Piotr Ponikowski (sinh ngày 11 tháng 2 năm 1961, tại Wrocław) là bác sĩ tim mạch Ba Lan, Giáo sư Y học, Phó Hiệu trưởng Đại học Y Wrocław và Trưởng Hội Tim mạch Ba Lan (2017-2019). Ông chuyên nghiên cứu về suy tim, bệnh động mạch vành và rối loạn nhịp tim.

## Cuộc đời và sự nghiệp
Piotr Ponikowski sinh ngày 11 tháng 2 năm 1961 tại Wrocław, Cộng hòa Nhân dân Ba Lan. Ông tốt nghiệp Khoa Y tại Đại học Y Wrocław năm 1986. Năm 1997, ông nhận được bằng Habilitation à diriger les recherches (một loại bằng chứng nhận đủ năng lực, tư cách để hướng dẫn và làm nghiên cứu). Năm 2002, ông đạt học hàm giáo sư khoa học y tế. Năm 1997, ông bắt đầu làm việc tại Bệnh viện Quân đội 4 ở thành phố Wrocław và từ năm 2005, ông giữ vai trò làm Trưởng khoa Tim mạch tại bệnh viện Quân đội 4. Năm 2009, ông giữ chức Trưởng khoa Bệnh tim bệnh tại Đại học Y khoa Wrocław. Ông đã tiến hành nhiều nghiên cứu tại các bệnh viện như Bệnh viện Đại học Karolinska ở Thụy Điển, Đại học Hoàng gia và Bệnh viện Hoàng gia Brompton ở Luân Đôn.
Ông được coi là một trong những nhà khoa học Ba Lan nổi tiếng nhất, có tên tuổi trong Bảng xếp hạng Thomson Reuters về Những tư duy khoa học có ảnh hưởng nhất thế giới năm 2015. Ông là tác giả của hơn 700 ấn phẩm khoa học.
Ponikowski là thành viên của nhiều hội y tế bao gồm Hội Tim mạch Châu Âu, Ủy ban Thực hành Tim mạch và Hội Tim mạch Ba Lan. Từ năm 2010-2012, ông là Chủ tịch Hội Suy tim của Hội Tim mạch Châu Âu. Ông chỉ đạo của nhiều dự án nghiên cứu quốc tế như Nghiên cứu SICA-HF điều tra các bệnh đồng mắc làm nặng thêm tình trạng suy tim (tên gốc: Studies investigating co-morbidities aggravating heart failure, tiến hành từ 2009 đến năm 2013). Năm 2015, ông nhận được Huân chương của Chủ tịch Thành phố Wrocław vì những thành tựu khoa học của mình. Năm 2018, ông cùng với Stefan Anker được trao Giải thưởng Copernicus vì những đóng góp trong nghiên cứu về bệnh suy tim.

## Y văn
- Ferric Carboxymaltose in Patients with Heart Failure and Iron Deficiency (Ferric Carboxymaltose ở bệnh nhân suy tim và thiếu sắt). Tạp chí Y học New England. Năm 2009; 361: 2436-2448.
- Signature of circulating microRNAs in patients with acute heart failure (Dấu ấn của microRNAs lưu hành ở bệnh nhân suy tim cấp). Tạp chí Châu Âu về Suy tim. Năm 2016
- Calcium upregulation by percutaneous administration of gene therapy in patients with cardiac disease (CUPID 2): a randomised, multinational, double-blind, placebo-controlled, phase 2b trial. (Điều chỉnh calci bằng cách tiêm qua da liệu pháp gen ở bệnh nhân bệnh tim (CUPID 2): thử nghiệm ngẫu nhiên, đa quốc gia, mù đôi, có đối chứng với giả dược, giai đoạn 2b). Tạp chí khoa học Lancet. Ngày 19 tháng 3 năm 2016
- Guidelines for the diagnosis and treatment of acute and chronic heart failure: The Task Force for the diagnosis and treatment of acute and chronic heart failure of the European Society of Cardiology (ESC) Developed with the special contribution of the Heart Failure Association (HFA) of the ESC (Hướng dẫn chẩn đoán và điều trị suy tim cấp và mạn: Chẩn đoán và điều trị suy tim cấp và mạn của Hội Tim mạch Châu Âu (ESC) Được phát triển với sự đóng góp đặc biệt của Hội Suy tim (HFA)). Tạp chí Tim mạch Châu Âu. Ngày 20 tháng 5 năm 2016